# 学芸大青春
学芸大青春（がくげいだいじゅねす、ローマ字表記: GAKUGEIDAI JUNES）は、日本の4人組男性グループ。Launch Vehicle所属。
寮で共同生活を営みながら長期に及ぶ強化訓練期間を経て、2019年9月2日にデビュー。キャラクター化された“2次元”と、実在のメンバーによる“3次元”の姿にて「2次元と3次元を行き来する」というコンセプトのもと活動を行う。2次元のキャラクターデザインは、イラストレーター・冨士原良 が手がけている。

## メンバー
メンバーカラー、自己紹介コメント（現在は使用なし）を除き、公式サイトのプロフィールをもとに記述。詳細については、下記補足と自己紹介動画を参照。
| 名前                          | パート   | 生年月日              | 星座       | 血液型     | 出身地   | 身長    | 足のサイズ | メンバーカラー | 自己紹介コメント                                                   |
| ----------------------------- | -------- | --------------------- | ---------- | ---------- | -------- | ------- | ---------- | -------------- | ------------------------------------------------------------------ |
| 相沢 勇仁 （あいざわ ゆうと） | Vo./Rap. | 1999年2月12日（26歳） | みずがめ座 | AB型       | 埼玉県   | 174cm   | 26.5cm     | ピンク         | みんなの笑顔が俺のモチベーション、相沢勇仁です。                   |
| 星野 陽介 （ほしの ようすけ） | Vo.      | 1998年2月2日（27歳）  | みずがめ座 | A型        | 東京都   | 173cm   | 26.5cm     | イエロー       | チームいち元気で明るいムードメーカー、せーのっ！星野陽介です!!     |
| 南 優輝 （みなみ ゆうき）     | Vo./Rap. | 1999年3月31日（26歳） | おひつじ座 | A型 or 0型 | 神奈川県 | 171.5cm | 25.5cm     | グリーン       | 特技はブレイクダンス、専攻は生命理工学の大学生、南優輝です。       |
| 内田 将綺 （うちだ まさき）   | Vo.      | 1998年5月9日（27歳）  | おうし座   | 0型        | 愛知県   | 178cm   | 27cm       | ブルー         | ジュネスのメンタル大黒柱、内田将綺です！ ※内田将綺参上の場合もあり |
| 仲川 蓮 （なかがわ れん）     | Vo.      | 12月3日               | いて座     | ―          | 広島県   | 174cm   | 26.5cm     | パープル       | ピアノは僕の恋人、仲川蓮です。                                     |

### 相沢勇仁
- 趣味：ダーツ/映画鑑賞/カフェ巡り/スノボ
- 特技：おねだり
- 好きな食べ物：銀杏/フレンチトースト
- 好きな飲み物：赤ワイン/ボス レインボーマウンテン/ワンダ 極 微糖
- 嫌いな食べ物：ない
- 好きな色：黒/赤/紺
- 好きな動物：犬
- 好きなマンガ：ONE PIECE
- 好きな音楽：洋楽/ROCK
- 好きなスポーツ：サッカー/スノボ
- 好きな映画：ミッドナイト・イン・パリ
- 好きな場所：公園
- 座右の銘：不平を言わない。言い訳をしない。
- セールスポイント：勝ち気
- 自分を動物に例えると：黒猫
- なかなか直せないクセ：二度寝三度寝

### 星野陽介
- 趣味：ウィンドウショッピング/古着屋めぐり
- 特技：匂いフェチ/おもしろ動画を見つける
- 好きな食べ物：アボカド/唐揚げのみぞれ和え
- 嫌いな食べ物：セロリ
- 好きな色：紫
- 好きな動物：犬
- 好きなマンガ：HUNTER×HUNTER
- 好きな音楽：Mrs. GREEN APPLE
- 好きなスポーツ：サッカー/ボーリング
- 好きな映画：劇場版 ヴァイオレット・エヴァーガーデン
- 好きな場所：インドカレー屋
- 座右の銘：1日3善
- セールスポイント：笑顔
- 自分を動物に例えると：犬
- なかなか直せないクセ：メンバーへのドッキリ

### 南優輝
- 趣味：ブレイクダンス/バスケットボール
- 特技：みんなのご飯を作ること/体内時計
- 好きな食べ物：炊き込みご飯/ミネストローネ
- 嫌いな食べ物：ミント
- 好きな色：ブラウン
- 好きな動物：ヨス犬/黒猫/ゴリラ/ナマケモノ
- 好きなマンガ：ONE PIECE/アオアシ
- 好きな音楽：Creepy Nuts/Dj Lean Rock
- 好きなスポーツ：サッカー/バスケ/バレー
- 好きな映画：劇場版 ヴァイオレット・エヴァーガーデン
- 好きな場所：レッスンスタジオ
- 座右の銘：一歩踏み出す
- セールスポイント：メンバー愛/よく噛むこと
- 自分を動物に例えると：馬
- なかなか直せないクセ：せっかち

### 内田将綺
- 趣味：シャンプーを試しまくる
- 特技：サッカー
- 好きな食べ物：エビ
- 嫌いな食べ物：シイタケ
- 好きな色：赤
- 好きな動物：ライオン
- 好きなマンガ：食戟のソーマ
- 好きな音楽：込み上げる音楽
- 好きなスポーツ：サッカー
- 好きな映画：ワイルドスピード
- 好きな場所：学芸大青春
- 座右の銘：そんな日もある！
- セールスポイント：絶対に諦めない気持ちとフィジカル
- 自分を動物に例えると：ゴリラゴリラゴリラ
- なかなか直せないクセ：三河弁のイントネーション

### 仲川蓮
- 趣味：ピアノ
- 特技：水泳？
- 好きな食べ物：ねるねるねるね/アボカド/銀杏
- 嫌いな食べ物：ない
- 好きな色：紫陽花青
- 好きな動物：わんこ/ミュウツー
- 好きなマンガ：ジョジョの奇妙な冒険
- 好きな音楽：クラシック/雨音とか自然の音
- 好きなスポーツ：水泳
- 好きな映画：ゴッドファーザー
- 好きな場所：優輝の部屋(特に冷蔵庫の中)
- 座右の銘：想像は現実を創造する
- セールスポイント：手が綺麗
- 自分を動物に例えると：ナマケモノ
- なかなか直せないクセ：朝5時に目が覚める

## 略歴

### 2017年
- 2017年～2018年初頭 スカウト＆オーディションを経て、VOYZ ENTERTAINMENTへ入所

### 2018年
- 4月 東急東横線・学芸大学駅近くの寮での共同生活がスタート。レッスン三昧の日々[5]

### 2019年
- 3月 武者修行として覆面ライブスタート。当時の仮のグループ名は「レイン坊’s」[5]
- 5月 「レイン坊's」初の地方ワンマンライブ成功。公演後、グループ名が「学芸大青春」に決定[5]
- 9月2日 学芸大青春、始動[2]。
- 9月17日 メンバーのインタビューを元に構成されたストーリーを読み解くことができる「学芸大青春 バクステアプリ」がリリース[6]
- 12月12日 YouTubeでの動画投稿がスタート[5]。

### 2020年
- 1月18日　学芸大青春 初の生放送「じゅね生」が放送スタート（以降不定期放送）[7]
- 1月24日　新感覚3Dショートドラマ『漂流兄弟』学芸大青春公式YouTube＆Twitterにて配信スタート[8]
- 5月8日　新型コロナウイルスの影響で中止となった1st LIVE「WHO WE ARE !」を“初”の配信LIVE公演として開催[9]
- 6月27日　学芸大青春 公式ECサイトがオープン[10]
- 8月10日　初ラジオレギュラー番組『学芸大青春の青春ラジオ』が配信スタート[11]
- 9月1日　「学芸大青春×Gratte」コラボ、アニメイト渋谷・吉祥寺パルコ・仙台・大阪日本橋・岡山にて開催（〜10月18日まで）[12]
- 9月2日　『漂流兄弟』衣装モチーフのブルゾンジャケットの衣装展をアニメイト渋谷、大阪日本橋、札幌、名古屋、熊本にて開催（〜9月27日まで）[13]
- 9月2日　1st Album『HERE WE ARE !』発売記念！アニメイト渋谷を「学芸大青春」がジャック[14]
- 9月4日　JOYSOUNDにて初のカラオケ配信スタート[15]
- 10月4日　1st Album『HERE WE ARE !』特典 当選者限定「バーチャルお話会」開催[16]
- 11月28日　1st LIVE「WHO WE ARE ! Return!!」開催[17]
- 12月19日　学芸大青春 Official TikTokアカウント開設[18]

### 2021年
- 2月24日　「学芸大青春×Gratte」コラボ、アニメイト渋谷・吉祥寺パルコ・仙台・大阪日本橋・岡山にて開催（〜4月11日まで）[19]
- 2月24日　MV撮影でも着用した実物スニーカーの展示をアニメイト渋谷、池袋本店、広島、大阪日本橋、横浜ビブレにて開催（〜3月8日まで）[20]
- 4月10日　2nd LIVE「Hit you !」公演を迎える学芸大青春をプレゼンする企画「じゅね推し選手権」が開催（〜5月4日18時まで）[21]
- 4月28日　2nd LIVE「Hit you !」Zepp Namba（新型コロナウイルス感染拡大防止のため中止）
- 5月4日　2nd LIVE 「Hit you !」KT Zepp Yokohama公演を無観客配信ライブにて開催[22]
- 5月16日　初のフェスイベント「AuDee Connect Festival 2021」に出演[23]
- 6月16日　学芸大青春の初となる全国流通CDシングル「Hit the City!!」が発売[24]
- 6月16日　初のポップアップショップ「じゅねストア 2021 SUMMER」がアニメイト渋谷にて開催（〜6月29日まで）[25]
- 6月16日　「学芸大青春×Gratte」コラボ、アニメイト渋谷・吉祥寺パルコ・横浜ビブレ・仙台・大阪日本橋・岡山にて開催（〜7月18日まで）[26]
- 6月17日　学芸大青春 LINE公式アカウントがスタート[27]
- 7月10日　「Hit the City!!」リリース記念 初トークショーイベントをアニメイト池袋本店にて開催[28]
- 7月30日　学芸大青春 無料公式ライブ歓声アプリ「KANSEI」が登場[29]
- 8月5日　全国4都市（愛知・大阪・福岡・神奈川）にて、3rd LIVE TOUR「Hit your City !!」を開催（〜9月5日まで）[30]
- 8月14日　「じゅねストア in SHIBUYA109渋谷店」SHIBUYA109渋谷店 DISP!!!にて開催（〜8月22日まで）[31]
- 8月14日　「学芸大青春Hit the City!! 発売記念×Gratte リバイバル」がアニメイト渋谷にて開催（〜8月22日まで）[32]
- 8月14日　「FILA x atmos pink x学芸大青春」トリプルコラボＴシャツが発売
- 10月16日　学芸大青春の初となる”3次元”でのアーティスト写真公開[33]
- 11月2日　「atmos pink×学芸大青春コラボ展」をatmos pink flagship Harajukuにて開催（〜11月14日まで）[34]
- 11月30日　「PUMP YOU UP!!」発売記念 メンバー手書きPOP＆チェキを限定店舗にて展示（〜12月1日まで）[35]
- 12月11日　「Osaka Boyz Rush !!!」に出演（昼夜2公演）
- 12月16日　仲川蓮 LINE BLOGがスタート[36]
- 12月27日　MADKID主催ライブイベント「Future Notes Fes」に出演

### 2022年
- 1月9日　「WONDER WORLD vol.37」に出演
- 1月29日　2nd Album ‘PUMP YOU UP!!購入特典・当選者限定 オンライントーク会開催
- 3月3日　Otani pre.「Music has no borders Hina doll Fes ~Odairi and Ohina~」出演[37]
- 3月4日　TikTokアカウント「学芸大青春ダンス部」新設[38]
- 3月17日　TikTokアカウント「学芸大青春帰宅部」新設
- 3月19日　宮城公演を皮切りに全国7都市にて、4th LIVE TOUR「PUMP ME UP!!」を開催（〜5月27日まで）[39]
- 4月14日　ダ・ヴィンチWebにて「学芸大青春のジュネッセンス!!」連載スタート
- 5月28日　4th LIVE TOUR「PUMP ME UP!!」Zepp羽田にて追加公演開催
- 5月29日　ヴィレッジヴァンガードと学芸大青春の初コラボグッズが発売[40]
- 7月23日　Zaiko Presents Future Notes Fes ANNIVERSARY LIVEに出演
- 7月27日　初の野外ライブとなる「コカ・コーラ SUMMER STATION 音楽LIVE」に出演、同日よりテレビ朝日オリジナルメタバース空間『光と星のメタバース六本木』コラボ企画に参加[41]
- 8月21日　全編２次元で構成されたVR LIVE「学芸大青春 VR LIVE 2022 SUMMER 」を開催
- 9月2日　学芸大青春の生放送「じゅね生」第23回放送内にて、9月23日の3周年記念ライブより顔出しを発表
- 9月23日　デビュー3周年記念ライブを大阪・グランキューブ大阪、東京・LINE CUBE SHIBUYAで開催（東京公演10月8日）
同日、素顔解禁とともにTikTokアカウント「某モザイクはずしたい。」を「青春シェアーズ」として名称変更
- 11月4日　FM OSAKA主催「E∞Tracks Selection Live!!」に第26期レギュラーDJとしてONE N’ ONLYと共に出演予定
- 12月2日　宮城仙台Rensaで行われる「SURESHOT!next」に出演予定

### 2024年
- 3月31日、所属事務所（VOYZ ENTERTAINMENT）を退社[1]。
- 4月1日、アミューズ傘下のレーベル「Launch Vehicle」へ所属[1]。

### 2025年
- 3月、解散予定[42]。

## エピソードなど
- 主なエピソードは無料スマートフォンアプリ『学芸大青春 バクステアプリ』にて配信中。
アプリ内にて彼らの活動の裏で繰り広げられるノンフィクションストーリーを楽しむことができる。  ※"Episode 14 -Hit your City!!- "をもちまして、新エピソードの更新が一時休止[43] （開発：IGNIS APPS INC.　シナリオ：三本恭子・福井あや）
- 4th Single「Race !」は、お台場で学芸大青春の5人で遊んだある日、 そろそろ帰ろうか…となった時に「晩飯賭けて学芸大の寮までのレースしようぜ！」と無駄な悪ノリをかました彼らの逸話を元に制作[44]。
- 5th Single「星になれ」のテーマは「単独のオーディションに落ちて帰ってきた陽介。 なんとなく彼が落ち込んでいる様子を察する他の4人。 それぞれがそれぞれの温かさで彼を慰める、共同生活ならではのエピソードを歌詞にしました。」とのこと[45]。

## 記録

### レギュラー
- TOKYO FM・JFNアプリ AuDee「学芸大青春の青春ラジオ」ｰ（2020年8月10日より毎週月曜21時～）
- FM大阪「学芸大青春・放送部」ｰ（2022年7月13日より期間限定 隔週水曜19時半～）
- 「B's-LOG」学芸大青春のじゅねLOG - (2020年10月号より連載)
- ダ・ヴィンチWeb「学芸大青春のジュネッセンス!!」 - (2022年4月14日より連載)
- Web ザ テレビジョン「学芸大青春のジュネッセンス!!」 - (2022年7月30日より掲載先変更)

### ブログ
- 仲川蓮 LINE BLOG ｰ（2021年12月16日〜）

### TV
- テレビ朝日系全国放送「BREAK OUT」 9月度Pickup Artist[46]ｰ（2020年９月5日〜 全5回）
- BS11「アニゲー☆イレブン！」"ピックアップイレブン"コーナー[47]ｰ（2020年9月11日）
- テレビ朝日系全国放送「BREAK OUT」コーナー「MusicNEWS」ｰ（2020年 11月4日、11月18日、12月9日、12月23日、2021年 1月6日、2月3日、7月14日、9月8日、9月15日、2022年 8月3日、）
- テレビ朝日系全国放送「BREAK OUT」Special Issues ｰ（2021年2月17日)
- テレビ朝日系全国放送「BREAK OUT」FREAK SCENE ｰ（2021年6月2日・9日・16日・23日・30日)
- HAB北陸朝日放送「mid-tv」-（2021年6月12日）「Hit the City!!」MV放送[48]
- ABA青森朝日放送 「見っとnitght」-（2021年6月27日）「Hit the City!!」MV放送[48]
- テレビ朝日系全国放送「BREAK OUT」学芸大青春特集 ｰ（2021年10月20日)[49]
- テレビ朝日系列YTS山形テレビ「みるるんステーション」ｰ（2021年12月6日）[50]
- HAB北陸朝日放送「mid-tv」ｰ（2022年1月15日）[51]
- テレビ朝日系全国放送「BREAK OUT」ダンスボーカルシーンを徹底分析 ｰ（2022年5月14日)
- テレビ朝日系全国放送「BREAK OUT」学芸大青春特集 ｰ（2022年6月16日)
- テレビ朝日系全国放送「BREAK OUT」総集編特集 ｰ（2022年7月6日)
- 音楽専門チャンネル「ミュージック・ジャパンTV カウントダウン TOP50」星野陽介・南優輝コメント出演ｰ（2022年7月23日)

### ラジオ
- YouTubeラジオ「じゅねラジ」ｰ（2020年1月30日〜3月5日 全6回）
- TOKYO FM・JFNアプリ AuDee「学芸大青春の青春ラジオ」ｰ（2020年8月10日より毎週月曜21時～）
- Fm yokohama「F.L.A.G.」ｰ 内田将綺・南優輝[52]（2020年9月4日）
- Spotify ｰ ポッドキャスト「学芸大青春の青春ラジオ反省会」
- TOKYO FM・JFNアプリ AuDee「グランジPARK」ｰ 内田将綺・南優輝（2021年3月3日）
- FM大阪「Music Bit」- 内田将綺・星野陽介（2021年5月3日）※Hit the City!! フル初解禁
- KBS京都ラジオ「ま〜ぶる！月曜日 ファミリーレストランのめちゃうま！」- 南優輝（2021年5月10日）[53]
- FM大阪「アカネクラブ」ｰ 南優輝・仲川蓮[54]（2021年5月10日）
- TOKYO FM・JFNアプリ AuDee「AuDee Connect Festival 2021コラボ番組」ｰ 南優輝・星野陽介（2021年5月13日〜15日）
- JFN「FRIDAY GOES ON！～あっ、それいただき！」ｰ 内田将綺・南優輝（2021年5月14日）
- FM大阪「PUSH851」- 南優輝・星野陽介（2021年5月16日）[55]
- FM大阪「HIT STREET」- 相沢勇仁・内田将綺コメント出演（2021年5月17日）[56]
- FM NACK5「キラスタ」ｰ 内田将綺（2021年7月7日）[57]
- FM大阪「おふらじ！EX」- 星野陽介・仲川蓮（2021年7月16日）※体調不良の為出演見送り[58]
- FM大阪「Double-E」-相沢勇仁・内田将綺コメント出演（2021年5月17日）[59]
- TOKYO FM「DIGGIG TOKYO!」-南優輝・相沢勇仁（2021年9月20日）[60]
- TOKYO FM・JFNアプリ AuDee「グランジ炎上！」ｰ 南優輝（2021年12月1日）[61]
- TOKYO FM・JFNアプリ AuDee「まどきのらじお」ｰ 相沢勇仁・南優輝（2021年12月1日）[62]
- Fm yokohama「F.L.A.G.」ｰ 南優輝・仲川蓮（2021年12月3日）[63]
- HBCラジオ「ちょすなび」- 相沢勇仁・内田将綺コメント出演（2021年2月9日）[64]
- FM NORTH WAVE「RADIO GROOVE」- 仲川蓮・南優輝コメント出演（2022年2月17日）[65]
- FM NORTH WAVE「RADIO WE!」- 相沢勇仁・内田将綺コメント出演（2022年2月21日）[66]
- HBCラジオ「アフタービート」- 星野陽介・南優輝コメント出演（2022年2月28日）[67]
- STVラジオ「OTO Marche’」ｰ 仲川蓮・星野陽介コメント出演（2022年3月3日）[68]
- FM NORTH WAVE 「Anison-R」- 仲川蓮・南優輝コメント出演（2022年3月4日）[69]
- AIR-G'「イマリアル」- 相沢勇仁・星野陽介・南優輝コメント出演（2022年3月11日）[70]
- 広島FM「しほティファイ」- 仲川蓮出演（2022年3月25日）[71]
- エフエム福岡 「ハカタカランキン！」- 相沢勇仁・仲川蓮出演（2022年4月15日）[72]
- RCCラジオ「ザ★横山雄二ショー」- 仲川蓮出演（2022年4月16日）[73]
- FM大阪「Music Bit」- 相沢勇仁・南優輝出演（2022年4月18日）
- FM大阪「アカネクラブ」- 内田将綺・仲川蓮・星野陽介出演（2022年4月29日）
- FM大阪「学芸大青春・放送部」初の地上波冠ラジオ特番（2022年5月1日）
- FM大阪「SND garden～STOP! NAGARA DRIVING PROJECT」学芸大青春コメント出演（2022年5月5日）
- ZIP-FM「SUPER CAST」- 内田将綺・南優輝出演（2022年5月16日）
- TOKYO FM・JFNアプリ AuDee「グランジ炎上！」- 南優輝出演（2022年6月29日）
- TOKYO FM・JFNアプリ AuDee「グランジ炎上！」- 南優輝出演（2022年7月6日）
- FM滋賀「キャッチ！」- 星野陽介・南優輝出演（2022年7月7日）
- Kiss FM KOBE 「Wave!!!!」- 星野陽介・南優輝出演（2022年7月7日）
- FM大阪「G.U.Mとがむしゃラジオ"α"」- 星野陽介・南優輝出演（2022年7月9日）
- Fm yokohama「F.L.A.G.」- 仲川蓮出演（2022年7月15日）
- FM大阪「Music Bit」- 星野陽介・南優輝出演（2022年7月18日）
- FM大阪「G.U.Mとがむしゃラジオ"α"」- 星野陽介・南優輝出演（2022年7月23日）
- FM大阪「おふらじ！EX」- 星野陽介・南優輝出演（2022年7月29日）
- MBSラジオ「Mタウン」- 星野陽介・南優輝出演（2022年8月8日）
- JFN「FRIDAY GOES ON！～あっ、それいただき！」- 仲川蓮・星野陽介出演（2022年8月12日）
- FM滋賀「キャッチ！」-星野陽介・南優輝オンライン出演（2022年8月30日）
- FM大阪「HIT STREET」-星野陽介・南優輝出演（2022年8月29日～9月1日）
- FM大阪「おふらじ！EX」- 内田将綺・南優輝出演（2022年9月24日）
- JFN「Memories＆Discoveries」- 内田将綺・仲川蓮コメント出演（2022年9月27日）
- TOKYO FM「Roomie Roomie !」- 仲川蓮・南優輝出演（2022年10月12日）[74]

### 雑誌
- 『B's-LOG 3月号』- (2020年1月20日発売)
- 『B's-LOG 6月号』- (2020年4月20日発売)
- 『アニメージュ10月号』-（2020年9月10日発売）
- 『B's-LOG』学芸大青春のじゅねLOG - (2020年10月号より連載)
- 『B's-LOG 1月号』W表紙＆録り下ろしインタビュー - (2020年11月20日発売)
- 月刊『CG WORLD』vol.270 - (2021年1月9日発売)
- 『日経エンタテインメント！』2021年3月号 - (2021年2月4日発売)
- 『別冊フレンド』2021年9月号「学芸大青春のグラビア＆インタビュー☆」 - (2021年8月12日発売)
- 『NextStars』Vol.2 - (2021年8月30日発売)
- 『B's-LOG 1月号』W表紙＆録り下ろしインタビュー - (2021年11月20日発売)
- 『LisOeuf♪ vol.24』メンバーインタビュー・スタッフインタビュー- (2021年12月6日発売)[75]
- ヴィレッジヴァンガード公式フリーペーパー『VV magazine vol.94』インタビュー＆撮り下ろし写真- (2021年4月28日配布）

### ウェブ
- 『アニメイトタイムズ』人気爆発の機運高まる新鋭ユニット「学芸大青春」をアナタは知っているか!? -（2019年12月12日）
- 『ガルスタオンライン』5人の青春ストーリーを目撃せよ！ 話題のボーイズユニット『学芸大青春』とは？ -（2019年12月12日）
- 『音楽ナタリー』学芸大青春「JUST」インタビュー -（2020年1月27日）
- 『ガルスタオンライン』話題の学芸大青春をガルスタのライター同士でプレゼン&座談会！【第1回／第2回／第3回】 -（2020年2月）
- 『別冊フレンド』話題のボーイズグループ「学芸大青春」に独占インタビュー♡ 【vol.1／vol.2／vol.3】-（2020年3月11日）
- 『コミックナタリー』学芸大青春特集 冨士原良インタビュー -（2020年3月23日）
- 『コミックナタリー』学芸大青春「HERE WE ARE !」特集 相沢勇仁、内田将綺、仲川蓮、星野陽介、南優輝インタビュー -（2020年8月21日）
- 『アニメイトタイムズ』1stアルバムリリース記念ロングインタビュー【前編／後編】 -（2020年9月）
- 『音楽ナタリー』学芸大青春「HERE WE ARE !」インタビュー -（2020年9月2日）
- 『ダ・ヴィンチニュース』特集ページ「1stライブ開催直前！「学芸大青春」とは誰なのか？」 -（2020年11月）
- 『アニメイトタイムズ』「漂流兄弟」シーズン2配信開始記念！キャストインタビュー ｰ（2020年11月18日）
- 『アニメイトタイムズ』1stライブ「WHO WE ARE ! Return!!」公式レポート／詳細レポート ｰ（2020年11月30日・12月5日）
- 『アニメ ダ・ヴィンチ』学芸大青春、メンバー全員インタビュー【前編／後編】 -（2021年2月23日・24日）
- 『リスアニ！Web』学芸大青春『Hit me !』インタビュー -（2021年2月23日）
- 『音楽ナタリー』学芸大青春「Hit me !」インタビュー -（2021年2月24日）
- 『アニメイトタイムズ』最新ミニアルバム『Hit me !』発売記念インタビュー -（2021年2月27日）
- 『アニメイトタイムズ』無観客配信ライブ 'Hit you !'の公式レポ到着！ ｰ（2021年5月4日）
- 『リスアニ！Web』無観客配信ライブ “Hit you !”本日開催！ ｰ（2021年5月4日）
- 『アニメ ダ・ヴィンチ』学芸大青春インタビュー【内田将綺・星野陽介編／相沢勇仁・南優輝・仲川蓮編】 -（2021年6月15日・16日）
- 『音楽ナタリー』「この熱量に付いて来られる？」5人がライブに懸けるパッションを語る  -（2021年6月16日）
- 『リアルサウンド テック』「素の僕たちや、弱い部分もさらけ出していく」 -（2021年6月17日）
- 『リスアニ！Web』“Hit your City!!”の初日・Zepp Nagoya公演 ｰ（2021年8月29日）
- 『リスアニ！Web』“Hit your City!!” ファイナル公演 ｰ（2021年9月22日）
- 『AWA』学芸大青春ファンラウンジ特集  ｰ（2021年10月25日）
- 『音楽ナタリー』「PUMP YOU UP!!」全曲解説インタビュー  -（2021年12月1日）
- 『アニメ ダ・ヴィンチ』学芸大青春ライブプロデューサー・渡辺大聖インタビュー【前編／後編】 -（2021年11月29日・30日）
- 『アニメ ダ・ヴィンチ』学芸大青春メンバー座談会 -（2021年12月1日）
- 『アニメイトタイムズ』「PUMP YOU UP!!」発売記念インタビュー ｰ（2021年12月1日）
- 『Village Vanguard ONLINESTORE』【学芸大青春】VVMagazine94号対談記念！ ｰ（2022年4月29日）
- 『Liversible』4th LIVE TOUR 'PUMP ME UP!!東京公演ライブレポート ｰ（2022年6月10日）
- 『リスアニ！Web』最新ミニアルバム『君と僕の唄』インタビュー ｰ（2022年6月22日）
- 『音楽ナタリー』自分たち“らしさ”で心をつかむ「君と僕の唄」 -（2022年6月22日）
- 『アニメ ダ・ヴィンチ』学芸大青春メンバー座談会【前編／後編】 -（2022年6月22日・23日）
- 『ザ・テレビジョンWeb』学芸大青春、素顔解禁!!メンバー全員インタビュー ｰ（2022年9月26日）
- 『DI:GA ONLINE』 3周年記念ライブ・東京公演ライブレポート ｰ（2022年10月14日）

## ディスコグラフィ

### シングル

#### デジタルシングル
| ＃ | 発売日         | タイトル                                        | 規格                   | 備考                                                                 |
| -- | -------------- | ----------------------------------------------- | ---------------------- | -------------------------------------------------------------------- |
| 1  | 2019年9月3日   | JUNES                                           | デジタル・ダウンロード | 「ChargeSPOT」コラボソング                                           |
| 2  | 2019年10月1日  | youthful days                                   | デジタル・ダウンロード | 「シーブリーズ アセきゅんストア」イメージソング                      |
| 3  | 2019年10月28日 | WHO WE ARE !                                    | デジタル・ダウンロード |                                                                      |
| 4  | 2019年11月11日 | Race !                                          | デジタル・ダウンロード |                                                                      |
| 5  | 2019年11月25日 | 星になれ                                        | デジタル・ダウンロード |                                                                      |
| 6  | 2020年1月27日  | JUST                                            | デジタル・ダウンロード | 3Dドラマ「漂流兄弟」主題歌                                           |
| 7  | 2020年5月8日   | 君の全部                                        | デジタル・ダウンロード |                                                                      |
| 8  | 2020年7月1日   | Happy Ever After                                | デジタル・ダウンロード |                                                                      |
| 9  | 2020年8月21日  | スニーカー                                      | デジタル・ダウンロード |                                                                      |
| 10 | 2020年11月6日  | JUST MadDancy Remix                             | デジタル・ダウンロード | 3Dドラマ「漂流兄弟」Season2 主題歌                                   |
| 11 | 2020年11月20日 | Lazy Day                                        | デジタル・ダウンロード |                                                                      |
| 12 | 2020年12月11日 | Hit me !                                        | デジタル・ダウンロード |                                                                      |
| 13 | 2021年2月5日   | I'm in Love                                     | デジタル・ダウンロード |                                                                      |
| 14 | 2021年9月24日  | IF...                                           | デジタル・ダウンロード |                                                                      |
| 15 | 2021年11月12日 | Suger                                           | デジタル・ダウンロード |                                                                      |
| 16 | 2022年3月26日  | My Side                                         | デジタル・ダウンロード | 夏特番「真夏の6県生中継 東北夏祭り 出てこいや！」 エンディングテーマ |
| 17 | 2022年6月3日   | Easy Peasy                                      | デジタル・ダウンロード |                                                                      |
| 18 | 2022年8月1日   | アールビーワイ                                  | デジタル・ダウンロード | 5ヶ月連続配信リリース 第1弾                                          |
| 19 | 2022年9月5日   | DoDo tz Dotz                                    | デジタル・ダウンロード | 5ヶ月連続配信リリース 第2弾                                          |
| 20 | 2022年10月10日 | グッデイ・バッデイ                              | デジタル・ダウンロード | 5ヶ月連続配信リリース 第3弾                                          |
| 21 | 2022年1!月18日 | ふたり                                          | デジタル・ダウンロード | 5ヶ月連続配信リリース 第4弾                                          |
| 22 | 2022年12月5日  | ひまわり                                        | デジタル・ダウンロード | 5ヶ月連続配信リリース 第5弾                                          |
| 23 | 202#年1月13日  | Ylang Ylang                                     | デジタル・ダウンロード |                                                                      |
| 24 | 2023年4月10日  | ヤマアラシのジレンマ - ドラマオープニングver. - | デジタル・ダウンロード |                                                                      |
| 25 | 2023年10月13日 | 名もなき今日                                    | デジタル・ダウンロード |                                                                      |
| 26 | 2024年2月19日  | 青い春 (Accoustic short ver.)                   | デジタル・ダウンロード |                                                                      |
| 27 | 2024年5月24日  | MY NAME IS…                                     | デジタル・ダウンロード |                                                                      |

### アルバム

#### 映像作品
| # | 発売日       | タイトル                                                           | 販売形態 |
| - | ------------ | ------------------------------------------------------------------ | -------- |
| 1 | 2022年8月5日 | 4th LIVE TOUR 'PUMP ME UP!!' FINAL SHOW at Zepp Haneda / 2022.5.28 | iTunes   |

## 動画

### 自己紹介動画
| 公開日     | メンバー | タイトル                                         |
| ---------- | -------- | ------------------------------------------------ |
| 2019/12/12 | 全員     | 青春、はじめます！                               |
| 2019/12/16 | 相沢勇仁 | 犬好きだけど、猫っぽい。相沢勇仁                 |
| 2019/12/17 | 星野陽介 | ジュネスの元気エンジン・星野陽介、全開！         |
| 2019/12/18 | 内田将綺 | 内田将綺はシイタケが苦手。でもダシは好きらしい。 |
| 2019/12/19 | 南優輝   | 南優輝、ブレイクダンス踊ります！                 |
| 2019/12/20 | 仲川蓮   | ジュネスが誇るショートスリーパーマン、仲川蓮     |
| 2021/10/21 | 全員     | 学芸大青春です！ 自己紹介させてください!!        |
| 2022/9/23  | 全員     | 【共同生活】じゅねす、顔出します。【学芸大青春】 |

### ライブ映像
| 公開日     | タイトル                                                 |
| ---------- | -------------------------------------------------------- |
| 2020/7/3   | 配配信LIVE「WHO WE ARE !」より『Race！』                 |
| 2020/8/8   | 配信LIVE「WHO WE ARE !」ダイジェスト映像                 |
| 2020/11/30 | 1st LIVE「WHO WE ARE ! Return!!」                        |
| 2021/5/12  | 【LIVE映像】2nd LIVE 'Hit you !'より『I’m in love』      |
| 2021/5/16  | 【LIVE映像】2nd LIVE 'Hit you !'より『Lazy Day』         |
| 2021/6/11  | 【LIVE映像】2nd LIVE 'Hit you !'より『Hit the City!!』   |
| 2021/6/18  | 【LIVE映像】2nd LIVE 'Hit you !'より『Hit me ！』        |
| 2021/6/25  | 【LIVE映像】2nd LIVE 'Hit you !'より『ノンフィクション』 |
| 2021/09/24 | 【MV・ライブ映像】夏恋尽曲『IF…』                        |
| 2021/10/14 | 【MV・ライブ映像】誹謗克曲『HOLD US DOWN』               |

### 実写ダンス
| 公開日     | タイトル             |
| ---------- | -------------------- |
| 2020/4/12  | JUST                 |
| 2020/4/26  | JUNES                |
| 2020/11/13 | スニーカー           |
| 2020/11/20 | ノンフィクション     |
| 2020/11/22 | Happy Ever After     |
| 2020/12/19 | Hit me !             |
| 2021/1/22  | JUNES                |
| 2021/1/26  | Lazy Day             |
| 2021/2/3   | Race !               |
| 2021/2/12  | youthful days        |
| 2021/2/19  | JUST                 |
| 2021/2/26  | Don't leave me alone |
| 2021/3/5   | 星になれ             |
| 2021/3/12  | 君の全部             |
| 2021/4/23  | I’m in love          |
| 2021/5/21  | Hit the City!!       |
| 2022/3/4   | Sugar                |
| 2022/3/11  | HOLD US DOWN         |
| 2022/3/18  | IF…                  |
| 2022/4/11  | My Side              |
| 2022/6/26  | Easy Peasy           |
| 2022/7/8   | JUST MadDancy remix  |
| 2022/9/29  | DoDo tz Dotz         |

### 3D DancePractice
| 公開日    | タイトル             |
| --------- | -------------------- |
| 2022/2/9  | I’ｍ in love         |
| 2022/2/13 | Race !               |
| 2022/2/16 | Hit the City!!       |
| 2022/2/19 | youthful days        |
| 2022/2/23 | JUNES                |
| 2022/2/26 | ノンフィクション     |
| 2022/2/27 | 星になれ             |
| 2022/3/2  | Sugar                |
| 2022/3/5  | HOLD US DOWN         |
| 2022/3/6  | Hit me !             |
| 2022/3/9  | Lazy Day             |
| 2022/3/12 | スニーカー           |
| 2022/3/12 | Happy Ever After     |
| 2022/3/16 | Don’t leave me alone |
| 2022/3/20 | JUST                 |
| 2022/3/21 | IF...                |
| 2022/3/23 | 君の全部             |
| 2022/4/15 | My Side              |

### 3Dドラマ「漂流兄弟」
|         | 公開日     | タイトル                                    |
| ------- | ---------- | ------------------------------------------- |
| 1       | 2020/1/24  | 第1話 「兄弟と地球滅亡の危機」              |
| 2       | 2020/1/31  | 第2話 「兄弟とマグマオーシャン我慢大会」    |
| 3       | 2020/2/7   | 第3話 「兄弟とティラノサウルス襲来」        |
| 4       | 2020/2/14  | 第4話 「兄弟とクレオパトラの誘惑」          |
| 5       | 2020/2/21  | 第5話 「兄弟と恐怖の幽霊船」                |
| 6       | 2020/2/28  | 第6話 「兄弟と縄文土器ゲット大作戦」        |
| SEASON2 |            |                                             |
| 7       | 2020/11/20 | 第7話 「兄弟とあぶない海水浴」              |
| 8       | 2020/11/27 | 第8話 「兄弟とバベルの塔崩壊」              |
| 9       | 2020/12/4  | 第9話 「兄弟と人類最大のピンチ」            |
| 10      | 2020/12/11 | 第10話 「兄弟と最後のミッション」           |
| 11      | 2020/12/18 | 第11話(最終話) 「兄弟と家族解散、そして……」 |
| 11.5    | 2021/1/6   | 第11.5話「兄弟と新たなる敵」                |

### Youtube生放送「じゅね生」
|    | 公開日     | タイトル                                            | 公式Twitter紹介コメント                                                                      |
| -- | ---------- | --------------------------------------------------- | -------------------------------------------------------------------------------------------- |
| 1  | 2020/1/18  | じゅね生 -学芸大青春、初の生放送！                  | ついにリアルタイムでジュネスが登場                                                           |
| 2  | 2020/3/6   | じゅね生 第2回 -学芸大青春の生放送！                | 初お披露目となるライブ衣装＆新スタジオセットからお届け                                       |
| 3  | 2020/3/28  | じゅね生 第3回 -学芸大青春の生放送！                | 大熱戦になったジュネスメンバーによる "ナンジャモンジャ"対決は必見                            |
| 4  | 2020/5/9   | じゅね生 第4回 -学芸大青春の生放送！                | 内田将綺バースデー企画 "マサキマニア"をお届け                                                |
| 5  | 2020/6/27  | じゅね生 第5回 -学芸大青春の生放送！                | 学芸大青春から超・重大発表をお届け                                                           |
| 6  | 2020/7/31  | じゅね生 第6回 -学芸大青春の生放送！                | 『将綺の部屋』から最新情報トークまで たっぷり1時間お楽しみください                           |
| 7  | 2020/8/22  | じゅね生 第7回 -学芸大青春の生放送！                | 新曲『スニーカー』やソロ曲について 生放送でメンバーがたっぷり語ります                        |
| ―  | 2020/9/2   | じゅね生 -学芸大青春の生放送！- 活動開始1周年記念SP | 学芸大青春 活動開始1周年 1st Album『HERE WE ARE!』 発売を記念した生放送                      |
| 8  | 2020/10/2  | じゅね生 第8回 -学芸大青春の生放送！                | 1st LIVE 『WHO WE ARE ! Return!!』 最新情報を中心にお届け                                    |
| 9  | 2020/10/23 | じゅね生 第9回 -学芸大青春の生放送！                | "WHO WE ARE ! Return!!" 着用新衣装 初お披露目 蓮と優輝が調布を訪れた "調布の旅"のVTRをお届け |
| 10 | 2020/11/6  | じゅね生 第10回 -学芸大青春の生放送！               | 『漂流兄弟』Season2や1st LIVE "WHO WE ARE ! Return!!"情報をお届け                            |
| ―  | 2020/11/19 | 『漂流兄弟』Season2 配信直前SP                      | Season1 1話～6話を 学芸大青春メンバー生コメンタリーでお届け                                  |
| 11 | 2020/12/3  | じゅね生 第11回 -学芸大青春の生放送！               | 1st LIVEの生トーク 仲川蓮のバースデー企画 "レンマニア"                                       |
| 12 | 2020/12/25 | じゅね生 第12回 -学芸大青春の生放送！               | 2020年ラストのじゅね生です クリスマスはジュネスと過ごしませんか                              |
| 13 | 2021/1/11  | じゅね生 第13回 -学芸大青春の生放送！               | 成人の日にジュネスのオトナ度をチェック                                                       |
| 14 | 2021/2/5   | じゅね生 第14回 -学芸大青春の生放送！               | 今夜は『Hit me !』関連の最新情報を発表！ 2月生まれの陽介＆勇仁の企画も                       |
| 15 | 2021/2/24  | じゅね生 第15回 -学芸大青春の生放送！               | ミニアルバム『Hit me !』発売日生放送 ライブ関連最新情報も発表                                |
| 16 | 2021/3/31  | じゅね生 第16回 -学芸大青春の生放送！               | 新3Dモデル衣装お披露目 南優輝のバースデー企画をお送りします！                                |
| 17 | 2021/5/9   | じゅね生 第17回 -学芸大青春の生放送！               | 内田将綺バースデー企画をお届け!! 先日開催の #Hityou トークも                                 |
| 18 | 2021/6/16  | じゅね生 第18回 -学芸大青春の生放送！               | 'Hit you !'ライブコメンタリーから "クイズ! Hit the City!!"まで                               |
| 19 | 2021/9/7   | じゅね生 第19回 -学芸大青春の生放送！               | 3rd LIVE TOURアフタートークから 2周年企画"じゅねす王"まで                                    |
| 20 | 2021/12/1  | じゅね生 第20回 -学芸大青春の生放送！               | 3rd LIVE映像の生コメンタリーから "PUMP UP ゲーム!!チーズ"まで                                |
| 21 | 2022/6/21  | じゅね生 第21回 -学芸大青春の生放送！               | 4th LIVE TOURの振り返りトークから "Easy Peasy クイズ"まで                                    |
| 22 | 2022/7/19  | じゅね生 第22回 -学芸大青春の生放送！               | "Easy Peasy"クイズリベンジ!! 今回こそ"超簡単"なクイズに全員正解なるか                        |
| 23 | 2022/9/3   | 【祝3周年】学芸大青春の生放送「じゅね生」第23回     | 学芸大青春から重大発表。 最新曲『DoDo tz Dotz』初解禁もお楽しみに!!                          |

### Youtube番組「じゅねルーム」
|    | 公開日     | タイトル                                                                            |
| -- | ---------- | ----------------------------------------------------------------------------------- |
| 1  | 2019/12/24 | #01【新企画】じゅねルーム -JUNES ROOM-                                              |
| 2  | 2020/1/1   | #02【謹賀新年】じゅねルーム -JUNES ROOM-                                            |
| 3  | 2020/1/9   | #03【漂流兄弟】じゅねルーム -JUNES ROOM-                                            |
| 4  | 2020/1/16  | #04【JUST】じゅねルーム -JUNES ROOM-                                                |
| 5  | 2020/1/23  | #05【セリフしりとりバトル】じゅねルーム -JUNES ROOM-                                |
| 6  | 2020/4/13  | #06【ワードスナイパー】じゅねルーム -JUNES ROOM-                                    |
| 7  | 2020/4/18  | #07【寮生活は大変です】じゅねルーム -JUNES ROOM-                                    |
| 8  | 2020/4/23  | #08【寮生活もいいもんだ】じゅねルーム -JUNES ROOM-                                  |
| 9  | 2020/5/2   | #09【アドリブトーク王は誰だ】じゅねルーム -JUNES ROOM-                              |
| 10 | 2020/5/7   | #10【アドリブトーク王は俺だ】じゅねルーム -JUNES ROOM-                              |
| ー | 2020/5/24  | 学芸大青春の寮からお届け。「ロシアンたこ焼きができるまで。」【じゅねルーム 特別編】 |
| 11 | 2020/5/30  | #11【プレゼンバトル 前編】じゅねルーム -JUNES ROOM-                                 |
| 12 | 2020/6/6   | #12【プレゼンバトル 後編】じゅねルーム -JUNES ROOM-                                 |
| 13 | 2020/6/20  | #13【なんでもキング 前編】じゅねルーム -JUNES ROOM-                                 |
| 14 | 2020/6/27  | #14【なんでもキング 後編】じゅねルーム -JUNES ROOM-                                 |
| 15 | 2020/8/2   | #15【最速最短連想ゲーム】じゅねルーム -JUNES ROOM-                                  |
| 16 | 2020/8/16  | #16【サッカー部あるある】じゅねルーム -JUNES ROOM-                                  |
| 17 | 2020/9/6   | #17【パワポカラオケ王 前編】じゅねルーム -JUNES ROOM-                               |
| 18 | 2020/9/13  | #18【パワポカラオケ王 後編】じゅねルーム -JUNES ROOM-                               |
| 19 | 2020/10/22 | #19【秋のコーデバトル】じゅねルーム -JUNES ROOM-                                    |
| 20 | 2020/11/18 | #20【ジャストチャレンジ】じゅねルーム -JUNES ROOM-                                  |
| 21 | 2020/11/26 | #21【ミュージックイズ!!】じゅねルーム -JUNES ROOM-                                  |
| 22 | 2021/1/20  | #22【今年運が良いのは誰だ!?】2021年 学芸大青春 運勢ランキング/前編                  |
| 23 | 2021/1/27  | #23【今年運が良いのは誰だ!?】2021年 学芸大青春 運勢ランキング/後編                  |
| 24 | 2021/2/23  | #24【ひらめきクイズ】ジュネスで一番「Hit me !」してるのは誰？                       |
| 25 | 2021/5/15  | #25【オール三次元】3分クッキングリレーでまさかの結果に!?                            |
| 26 | 2021/6/5   | #26【ウハーー】世界の料理 名前で想像クッキング対決!!【学芸大青春】                  |
| 27 | 2021/06/23 | #27【おバカ決定戦!?】学芸大青春 学力テスト!! -前半戦-【じゅねルーム】               |
| 28 | 2021/07/24 | #28【謎の方程式】学芸大青春 学力テスト!! -後半戦-【じゅねルーム】                   |

### Youtube番組「じゅねTube」
|    | 公開日     | タイトル                                                                             |
| -- | ---------- | ------------------------------------------------------------------------------------ |
| 1  | 2021/10/2  | 【青春と書いて】学芸大青春です！ 自己紹介させてください!!【ジュネスと読みます】      |
| 2  | 2021/10/9  | 【フリースタイル】たった今考えたプロポーズの言葉でラブソングを歌うよ。【プロポーズ】 |
| 3  | 2021/10/17 | 【幼なじみの】くじ引きクッキング対決で陽介が大感動!?【思い出】                       |
| 4  | 2021/10/23 | 【激ムズ】これが俺たちのダンス伝言ゲーム【無理ゲー】                                 |
| 5  | 2021/10/30 | 【人狼ダンス】ジュネス ダンスマフィア【捕まればゴチ】                                |
| 6  | 2021/11/9  | 【チキチキ】利きペペロンチーノチャレンジ!!【まさかの結末】                           |
| 7  | 2021/11/11 | 【じゅねTube特別編】FILA×atmos pink×学芸大青春コラボ記念 生配信トークショー          |
| 8  | 2021/11/16 | 【芸術の秋】100円ショップアート対決!!【学芸大青春】                                  |
| 9  | 2021/11/23 | 【PICO PARK】共同生活してる5人なら協力パズルなんて余裕でしょ【前編】                 |
| 10 | 2021/11/30 | 【PICO PARK】共同生活してる5人なら協力パズルなんて余裕でしょ【後編】                 |
| 11 | 2021/12/7  | 【2次元】異次元ジェスチャーゲームがまさかの結果にwww【3次元】                        |
| 12 | 2021/12/14 | 【理不尽】罰ゲームガチャ リアクションバトル【騙し合い】                              |
| 13 | 2021/12/21 | 【テレビ青春】カンペキな鍋を作りたいんじゃ!!【大ヤミ鍋】                             |
| 14 | 2021/12/24 | 【じゅねすマス】学芸大青春 X'masプレゼント交換会2021【自腹買取】                     |
| 15 | 2022/1/4   | 【素顔公開】学芸大青春 お正月五種競技選手権！！-前半戦-【ダルマ崩壊】                |
| 16 | 2022/01/11 | 【ツッコミかるた】学芸大青春 お正月五種競技選手権！！-後半戦-【ヤバいよ顔が】        |
| 17 | 2022/1/19  | 【Among Us】この寮に１人、インポスターがいます。【アモングアス／アマングアス】       |
| 18 | 2022/1/25  | 【Among Us】学芸大青春、アモアスにハマる。【アモングアス／アマングアス】             |
| 19 | 2022/2/10  | 【マウント○○】3人だけで初ドライブロケ!!                                              |
| 20 | 2022/2/14  | 【大食い】ダース100箱ってつまりチョコ何粒食べるんだって話【バレンタイン】            |
| 21 | 2022/2/22  | 【大喜利】自動車免許のひっかけ問題間違えたら免許返納!?                               |
| 22 | 2022/3/1   | 【目視マン】勇仁＆優輝 はじめてのドライブでオープニングから大事件!?                  |
| 23 | 2022/3/8   | 【過酷】男5人で手錠料理生活したら地獄すぎた。。。                                    |
| 24 | 2022/3/15  | 目隠しで取った食材で料理対決したら面白すぎたwww                                      |
| 25 | 2022/3/25  | 【大食い】謎の自販機４０台全種類コンプリートするまで帰れませんwww                    |
| 26 | 2022/3/30  | 誕生日のメンバーへ盛大なサプライズしたら大号泣...                                    |
| 27 | 2022/4/7   | NGワード言ったら食べられない高級焼肉パーティが盛り上がりすぎたwww                    |
| 28 | 2022/4/14  | 高みを目指せ！2時間以内に高い場所にいたチームの勝ち対決！                            |
| 29 | 2022/4/21  | 【検証】5人6脚だとシャトルランは何回できるの？【スポーツテスト】                     |
| 30 | 2022/4/28  | 【1万円】英語禁止ドライブしたらハプニング続出www                                     |
| 31 | 2022/5/5   | 運動神経抜群の男子5人ならシャトルラン最後までいける説（247回）                       |
| 32 | 2022/5/7   | 【誕生日】この中で一人だけ手紙が白紙の人がいます                                     |
| 33 | 2022/5/12  | 【天国と地獄】5分の1で罰ゲームの誕生日パーティーが最高に盛り上がったww               |
| 34 | 2022/5/12  | 【ガチ切れ】撮影後にメンバーが延々と帰らせないドッキリしたらさすがにキレる説         |
| 35 | 2022/5/26  | 【人狼】メンバーを遠隔操作したら放送事故連発ww                                       |
| 36 | 2022/6/4   | 笑ったら即位置バレする目隠しかくれんぼで大爆笑！                                     |
| 37 | 2022/6/11  | 【大食い】ダーツが刺さった国のオカズで白米10合食べきれ！                             |
| 38 | 2022/6/18  | 【ブチ切れ？】撮影中にメンバー置いて帰るドッキリした結果、、、。                     |
| 39 | 2022/6/25  | ワンコインで楽しめ！500円しか使えないロケで誰が1番楽しめるか選手権！                 |
| 40 | 2022/7/2   | 本物はどっち？！相田みつをゲームが楽しすぎたwww                                      |
| 41 | 2022/7/9   | パリピになりきるクイズ大会で大盛り上がり！！                                         |
| 42 | 2022/7/16  | 【神技再現】強豪校バスケ部出身メンバーが黒子のバスケ最難関技を完全再現チャレンジ！！ |
| 43 | 2022/7/23  | 【トリカゴ王】タイムが悪かったらケツ当て罰ゲーム！                                   |
| 44 | 2022/7/30  | 【バスケ】強豪校の元バスケ部エースのメンバーに勝てるまで無限1on1！                   |
| 45 | 2022/8/6   | 【激ムズ】想像だけでヤクルト１０００作り対決！                                       |
| 46 | 2022/8/13  | 【１万円】10分間で古着屋コーデ対決！一番オシャレじゃないメンバーは自腹奢り！         |
| 47 | 2022/8/20  | 天才と凡才に中国語のレシピで料理させたら奇想天外すぎたwwww                           |
| 48 | 2022/8/27  | ペヤング新商品考案！？アレンジペヤング対決！！                                       |
| 49 | 2022/9/10  | 思い出の場所しか逃げれない「メモリー鬼ごっこ」やったら捕まえられるの！？             |
| 50 | 2022/9/17  | 地声出したら即帰宅ディズニーが盛り上がりすぎたwww                                    |

### バースデー配信・ゲーム実況など
| 公開日     | タイトル                                                                                   | 備考                                                          |
| ---------- | ------------------------------------------------------------------------------------------ | ------------------------------------------------------------- |
| 2021/2/5   | 【バーチャル漫才!?】勇仁＆優輝 (from 学芸大青春) "メリーさん"【じゅね漫才】                |                                                               |
| 2021/3/21  | 【桃鉄×ジュネス】学芸大青春の「桃鉄」3年決戦！【生配信】                                   | 学芸大青春 初のゲーム生配信企画                               |
| 2021/2/26  | 【生配信】内田将綺の、つくってたべよ【学芸大青春】                                         | 内田将綺 初の実写ソロ生配信                                   |
| 2021/4/16  | 【生配信】仲川蓮の、今夜の音はお好みで。【学芸大青春】                                     | 仲川蓮 初の実写ソロ生配信                                     |
| 2021/4/17  | 【ウイイレ2021×学芸大青春】第1回ジュネスカップ!!【絶対に負けられない】                     | 元サッカー部だらけのジュネスによる ガチ試合「ジュネスカップ」 |
| 2021/4/28  | 【学芸大青春】サッカー大好きVtuberとウイイレ2021で対決！実はメンバー同士が…。              | eFootball チャンネル ゲスト出演（内田・星野）                 |
| 2021/4/30  | 【学芸大青春】流行りのVtuberにアレコレ聞いてみた！                                         | eFootball チャンネル ゲスト出演（内田・星野）                 |
| 2021/5/27  | 【生配信】南優輝の、理系メシ。【学芸大青春】                                               | 南優輝 初の実写ソロ生配信                                     |
| 2021/6/21  | 【ポケモン×学芸大青春】『New ポケモンスナップ』ジュネスが1時間撮りまくる!!【生配信】       | ゲーム生配信企画（南・仲川）                                  |
| 2021/7/6   | 3rd LIVE TOUR「Hit your City!!」Supported by BREAK OUTライブグッズ紹介動画                 | 3rd LIVE TOURグッズ紹介動画                                   |
| 2021/7/6   | 【密着】現役プロダンサー&振付師の超多忙でリアルな1日〜お仕事編〜                           | 振付師NaOお仕事風景に密着（ダンスレッスン風景あり）           |
| 2021/8/6   | 【学芸大青春】スティックバルーン レクチャー動画！                                          |                                                               |
| 2021/8/7   | 【学芸大青春】歓声アプリ「KANSEI」レクチャー動画！                                         |                                                               |
| 2021/9/24  | 【生配信】星野陽介の、ゴールデンタイム？【学芸大青春】                                     | 星野陽介 初の実写ソロ生配信                                   |
| 2021/10/24 | 【生配信】相沢勇仁の、チャーハンリベンジ【学芸大青春】                                     | 相沢勇仁 初の実写ソロ生配信                                   |
| 2021/12/3  | 【学芸大青春】仲川蓮 バースデー生配信2021【12月3日】                                       | 仲川蓮バースデー当日生配信                                    |
| 2021/12/6  | 音楽トーク番組「TALKINʼ ABOUT」                                                            | ニューヨークがMCを務めるYourube生配信番組にゲスト出演         |
| 2022/1/28  | 【学芸大青春】グッズネーミング会議！／4th LIVE TOUR ‘PUMP ME UP!!’                         | 「PUMP ME UP!!」ツアーグッズ ネーミング会議                   |
| 2022/2/2   | 【学芸大青春】星野陽介 バースデー生配信2022【2月2日】                                      | 星野陽介バースデー当日生配信                                  |
| 2022/2/12  | 【学芸大青春】相沢勇仁 バースデー生配信2022【2月12日】                                     | 相沢勇仁バースデー当日生配信                                  |
| 2022/3/4   | 【ご本人登場】 振付,ダンス指導者のプロが学芸大青春の'Sugar'を15分で覚えて踊ってみた        | 振付師NaO「Suger」振り入れ動画（星野陽介出演）                |
| 2022/5/9   | 【学芸大青春】内田将綺 バースデー生配信2022【5月9日】                                      | 内田将綺バースデー当日生配信                                  |
| 2022/5/26  | 【疾走感ハンパない】 振付師本人が学芸大青春の'IF...'を相方に振り入れして一緒に踊ってみた！ | 振付師NaO「IF...」振り入れ動画                                |
| 2022/6/5   | 【DBDモバイル】学芸大青春がDead by Daylightを生配信!!【ジュネス】                          | 「Dead by Daylight」ゲーム生配信                              |
| 2022/6/29  | 【公式】「ヴィレヴァンちゃんねる＠HIT」Vol.5前編                                           | VVmagazine チャンネル ゲスト出演（内田・仲川）                |
| 2022/6/29  | 【公式】「ヴィレヴァンちゃんねる＠HIT」Vol.5後編                                           | VVmagazine チャンネル ゲスト出演（内田・仲川）                |
| 2022/7/3   | 【Apexモバイル】学芸大青春がエーペックスレジェンズを生配信!!【ジュネス】                   | 「エーペックスレジェンズモバイル」ゲーム生配信                |

## ライブ・イベント

### ワンマンライブ
- 2020年5月1日、8日「WHO WE ARE !」＠harevutai -IKEBUKURO LIVE SPACE（公演中止）
- 2020年5月8日 - 配信LIVE「WHO WE ARE !」
- 2020年11月28日 - 1st LIVE「WHO WE ARE ! Return!!」＠harevutai -IKEBUKURO LIVE SPACE
- 2021年5月4日 - 配信 2nd LIVE「Hit you !」@KT Zepp Yokohama
- 2022年8月21日 - 全編２次元「学芸大青春 VR LIVE 2022 SUMMER
- 2022年9月23日、10月8日 ｰ 3周年記念ライブ@グランフロント大阪、LINE CUBE SHIBUYA

### ツアー
- 3rd LIVE TOUR 「Hit your City !! supported by BREAK OUT」 
2021年8月7日・愛知県 Zepp Nagoya
8月15日大阪府・Zepp Namba
8月26日 福岡県・Zepp Fukuoka
9月5日 神奈川県・KT Zepp Yokohama
- 4th LIVE TOUR「PUMP ME UP!!」 
2022年3月19日(土) 宮城県・Sendai Rensa
3月26日(土) 広島県・HIROSHIMA CLUB QUATTRO
4月9日(土) 北海道・Zepp Sapporo
4月24日(日) 福岡県・Zepp Fukuoka
5月8(日) 大阪府・Zepp Osaka Bayside
5月15日日(日) 愛知県・Zepp Nagoya
5月27日(金) 東京都・Zepp Haneda 5月28日(土)東京都・Zepp Haneda-追加公演-

### 出演イベント
- 2020年2月9日 - ガルスタ天国フェスティバル 昼公演 （星野陽介）
- 2021年3月20日 - atmos con vol.8 “Digital” トークショーゲスト（星野陽介）
- 2021年5月16日 - AuDee CONNECT FESTIVAL 2021
- 2021年9月23日 - ダンマスワールド3 品川ステラボール
- 2021年10月16日 - 第16回 渋谷音楽祭2021 〜Shibuya Music Scramble〜
- 2021年12月11日 - Osaka Boyz Rush !!!　昼夜2公演
- 2021年12月27日 - MADKID主催ライブイベント「Future Notes Fes」
- 2022年1月9日 - WONDER WORLD vol.37
- 2022年3月3日 - Otani pre.「Music has no borders Hina doll Fes ~Odairi and Ohina~」
- 2022年7月23日 - Zaiko Presents Future Notes Fes ANNIVERSARY LIVE
- 2022年7月27日 - コカ・コーラ SUMMER STATION 音楽LIVE
- 2022年7月27日 - テレビ朝日配信番組「まだまだ続くよ！じゅねすの仲良し！？生配信！」[86]
- 2022年7月27日 - テレビ朝日メタバース空間『光と星のメタバース六本木』内「バーチャルドミノピザ」店員としてコラボ（不定期出勤）[41]

### その他
- 2021年9月5日 - AWA 学芸大青春特集 on LOUNGE（Hit your City!! 公式アフターパーティ）
- 2021年9月24日 - AWA 学芸大青春特集 on LOUNGE（IF...リリース記念／メンバーコメント登場）

## タイアップ
| タイトル            | タイアップ先 |
| ------------------- | --- |
| JUNES               | 「ChargeSPOT」コラボ(2019年9月) |
| youthful days       | 「シーブリーズ アセきゅんストア」イメージソング(2019年9月) |
| Hit me !            | テレビ朝日系全国放送「BREAK OUT」1月度オープニング・トラック(2021年1月) |
| I'm in love         | テレビ朝日系全国放送「BREAK OUT」5月度オープニング・トラック(2021年5月) |
| Hit the City !!     | FM大阪 6月度パワープレイ楽曲 (2021年6月) |
| Hit the City !!     | YTS山形テレビ 深夜版「Do～んな天気」6月度タイアップ (2021年6月) |
| Hit the City !!     | KBF福島放送 「ヨジデス」6月度エンディングテーマ |
| Hit the City !!     | 渋谷センター街 BGM |
| Sugar               | テレビ朝日系全国放送「BREAK OUT」11月度オープニング・トラック(2021年11月) |
| Sugar               | テレビ朝日「お願い！ランキング」 12月度エンディングテーマソング |
| MySide              | テレビ朝日系全国放送「BREAK OUT」5月度エンディング・トラック（2022年5月） テレビ朝日系列東北ブロック6局ネット夏特番「真夏の6県生中継 東北夏祭り 出てこいや！」エンディングテーマ |
| Easy Peasy          | テレビ朝日系全国放送「musicるTV」6月度オープニングテーマ |
| ブサイ句なLove Song | BSテレ東 DRAMA ADDICT『初恋不倫〜この恋を初恋と呼んでいいですか〜』エンディングテーマ                                                                                            |